# Révolte de Juillet
 (mars 2023).
Si vous disposez d'ouvrages ou d'articles de référence ou si vous connaissez des sites web de qualité traitant du thème abordé ici, merci de compléter l'article en donnant les références utiles à sa vérifiabilité et en les liant à la section « Notes et références ».
La révolte de Juillet (Julirevolte  en allemand) est le nom donné aux manifestations et aux violences qui se sont déroulées à Vienne le 15 juillet 1927. Cette révolte est également appelée Wiener Justizpalastbrand en allemand (incendie du palais de justice de Vienne), les manifestants ayant incendié le palais de justice de la ville durant ces manifestations. La révolte fut réprimée par la police, entrainant la mort de 89 personnes.

## Contexte
La Ire République fut une période agitée durant laquelle l'Autriche connut des affrontements violents entre les partis politiques de droite (chrétiens sociaux, CS) et de gauche (sociaux démocrates, SDAP). Ces deux partis avaient formé dans les années 1920 des troupes paramilitaires, la Heimwehr pour la droite (créée entre 1921 et 1923) et la Republikanischer Schutzbund pour la gauche (1923).
Des affrontements eurent lieu entre ces deux groupes le 30 janvier 1927 à Schattendorf dans le Burgenland. Ces combats entrainèrent la mort de deux personnes, un travailleur croate d'une quarantaine d'années et un enfant de 8 ans. Trois vétérans, membre d'une milice de droite, furent inculpés pour ces morts et jugés par un tribunal de Vienne.

## Déroulement

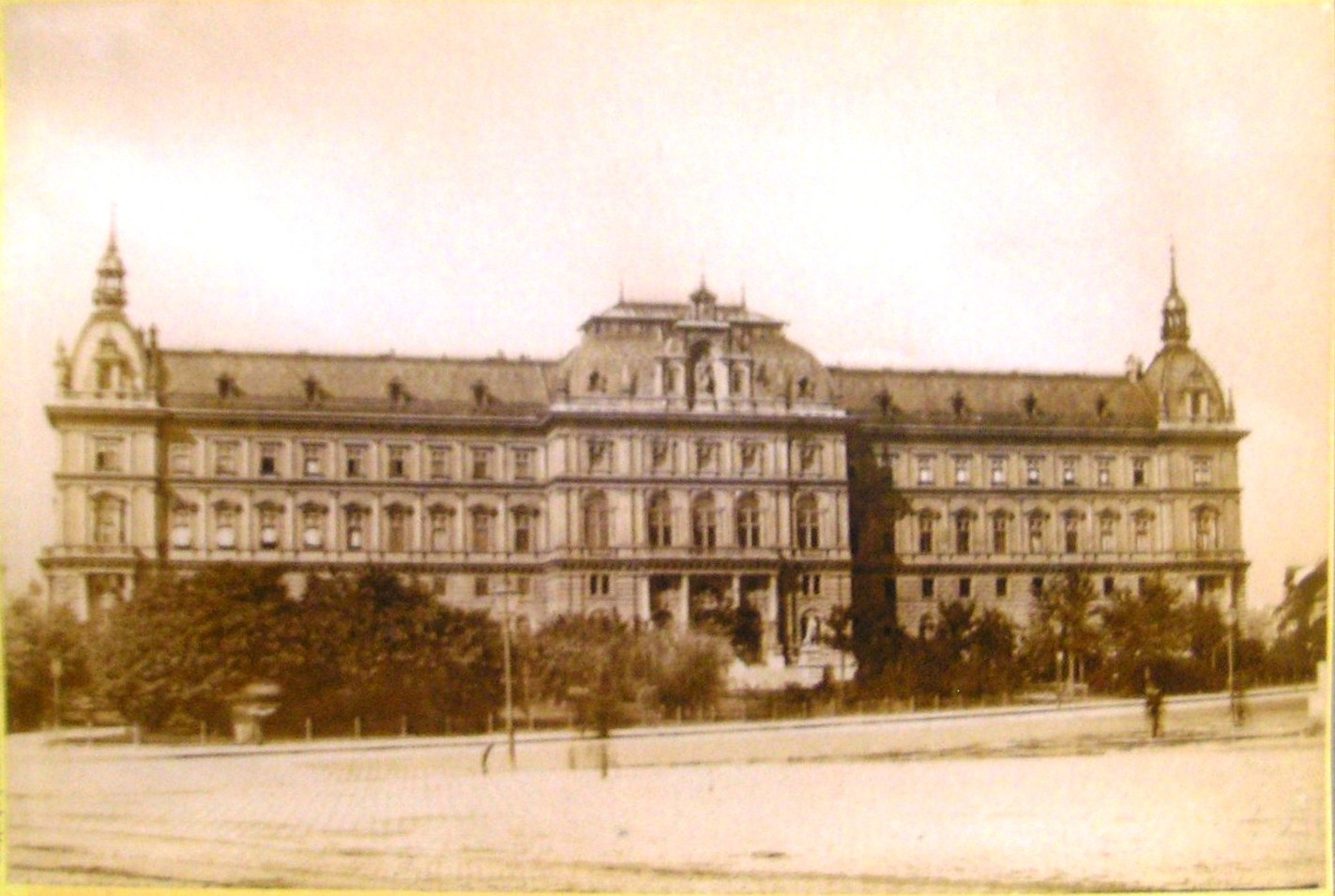
Le palais de justice de Vienne en 1881

La décision du tribunal fut diffusée le soir du 14 juillet 1927. Après 11 jours de débats, les jurés avaient décidé d'acquitter les trois accusés. Cette décision jugée partiale par la gauche (le parti CS étant au pouvoir) déclencha une immense manifestation le lendemain, 15 juillet.
La première colonne de manifestants qui atteignit le Ring essaya en vain de prendre d'assaut le bâtiment de l'université de Vienne. Le Ring se remplit peu à peu et des rixes eurent lieu près du Rathaus (mairie) de Vienne. Les manifestants lancèrent ensuite des pierres sur les cordons de sécurité protégeant le bâtiment du Parlement autrichien. Ils furent repoussés par la police vers le parc se situant aux abords du palais de justice. Ce bâtiment, représentant aux yeux des manifestants la justice partiale, fut pris d'assaut. Des membres du groupe de gauche Republikanischer Schutzbund essayèrent alors de calmer la foule, en vain. Vers 12 heures, les manifestants étaient entrés dans le bâtiment et avaient atteint le rez-de-chaussée. Ils commencèrent à détruire les vitres, le mobilier et les dossiers. Theodor Körner, futur président fédéral (de 1951 à 1957) demanda aux gardes du palais de restituer leurs armes mais, craignant pour leur vie, ceux-ci refusèrent d'obtempérer. Theodor Körner essaya de calmer la foule, à nouveau sans succès. Pendant ce temps, un inconnu entré dans le palais de justice mit le feu au bâtiment. Les pompiers ne purent pas y accéder et leurs tuyaux furent coupés.
Le chef de la police était Johann Schober, ancien chancelier fédéral issu du parti CS. Il demanda au maire de Vienne, Karl Seitz, ancien président fédéral issu du SDAP, de faire intervenir l'armée fédérale, la police n'étant pas préparée pour ce genre d'incidents. Le maire de Vienne refusa, tout comme le ministre de l'armée. Certains pensent de nos jours que l'utilisation de l'armée aurait pu modifier le cours des évènements, la fidélité de l'armée étant incertaine. Schober demanda alors à la police, armée de fusils, de repousser les manifestants par la force. Les premiers coups de feu furent tirés en l'air puis sur la foule qui commença alors à se retirer vers la banlieue.

## Bilan et conséquences politiques

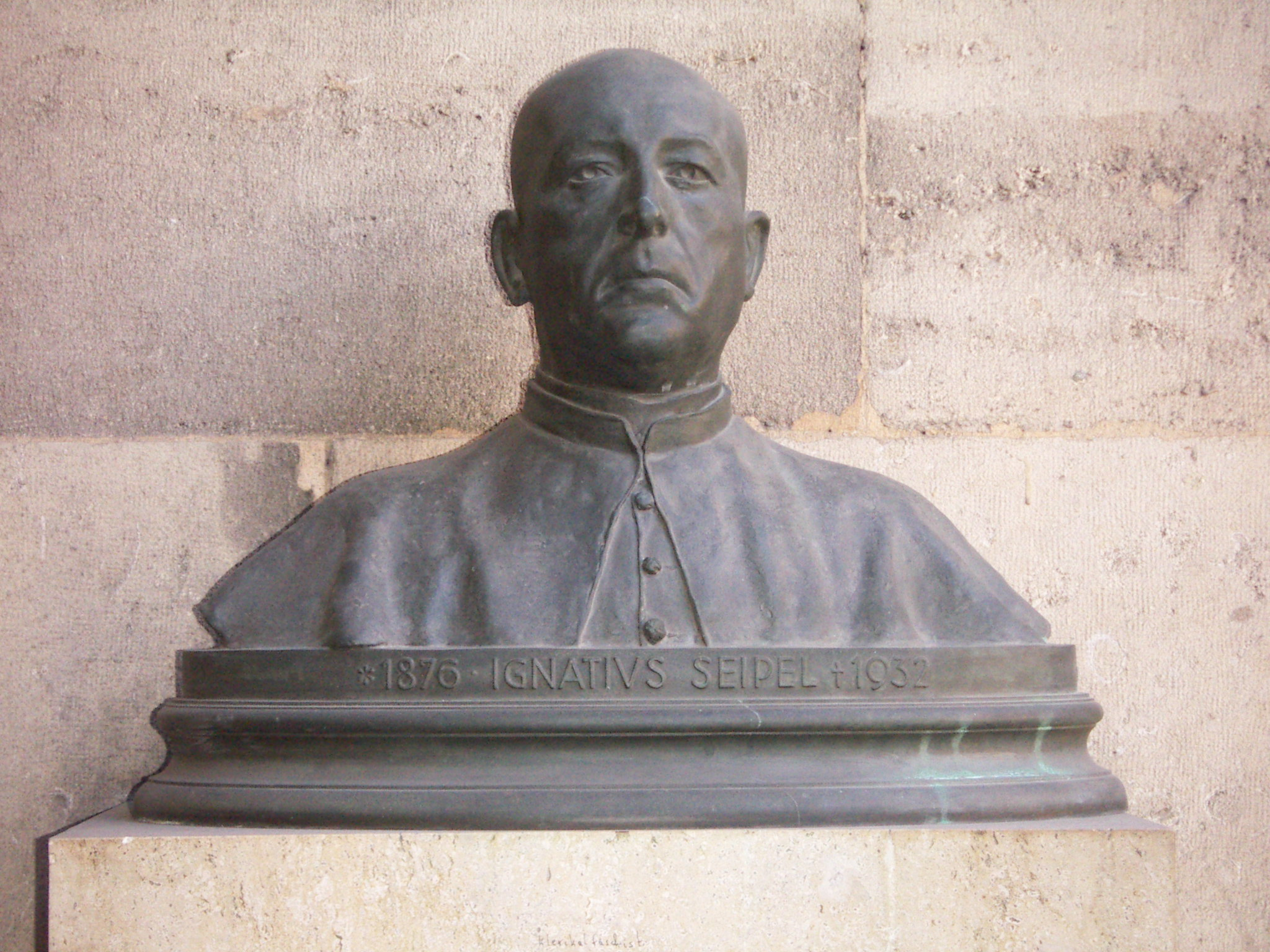
Buste d'Ignaz Seipel.

À la fin de la journée, on comptait selon la police 89 morts parmi les manifestants et 4 parmi les forces de sécurité. Un agent de la police judiciaire fut également tué. 120 policiers et 548 civils furent blessés. De nombreux manifestants furent également arrêtés par les forces de l'ordre.
Le chancelier fédéral Ignaz Seipel, prêtre membre du parti des chrétiens sociaux, refusa de démissionner ainsi que de gracier les manifestants arrêtés. Le climat politique fut empoisonné par cette répression policière et la population s'éloigna du gouvernement.
La révolte de Juillet signe la cassure définitive entre le CS et le SDAP et est considérée par de nombreux historiens comme la première étape vers la guerre civile de 1934.